# Koncept
|  | Wiktionary har en ordboksartikel om koncept. |

Koncept är en övergripande och bärande idé, till exempel ett utkast för viss ny produkt som innehåller de grundläggande egenskaperna som särskilt utmärker produkten framför andra. Det kan beskrivas som en tänkt lösning på ett givet problem.
Koncept är även en ”kladd”, det vill säga en skriftlig framställning eller karta och annat som inte är fullständigt utarbetat eller inte renskrivet. 
Begreppet används inom flera ämnesområden, till exempel:
- inom förvaltningsrätt för att beskriva ett utkast.
- inom kognitionspsykologin definieras ett koncept som en mental representation som organiserar lagrad information om medlemmarna inom en viss kategori.